# Multiplicitate
În matematică multiplicitatea unui element al unei multimulțimi este numărul de câte ori apare în multimulțime. De exemplu, de câte ori un polinom dat are o rădăcină într-un punct dat este multiplicitatea acelei rădăcini.
Noțiunea de multiplicitate este importantă pentru a putea număra corect fără a invoca excepții (de exemplu rădăcini duble numărate de două ori). De aici și expresia, „numărat cu multiplicitate”.
Dacă multiplicitatea nu este luată în considerare, acest lucru poate fi subliniat prin numărarea numărului de elemente distincte, ca în expresia „numărul de rădăcini distincte”. Totuși, ori de câte ori se formează o mulțime (spre deosebire de multimulțimi), multiplicitatea este automat ignorată, fără a necesita utilizarea termenului „distinct”.

## Multiplicitatea unui factor prim
La descompunerea în factori primi multiplicitatea unui factor prim este ordinul său 𝑝-adic. De exemplu, descompunerea numărului întreg 60 este
60 = 2 × 2 × 3 × 5.
Multiplicitatea factorului prim 2 este 2, iar multplicitățile factorilor primi 3 și 5 este 1. Prin urmare, 60 are patru factori primi dacă se ia în considerație multiplicitatea, dar numai trei factori primi diferiți.

## Multiplicitatea rădăcinilor unui polinom
Fie  {\displaystyle K} un corp și {\displaystyle p(x)} un polinom într-o variabilă cu coeficienți în {\displaystyle K}. Un element {\displaystyle a\in K} este o rădăcină cu multiplicitatea {\displaystyle k} a lui {\displaystyle p(x)} dacă există un polinom {\displaystyle s(x)} astfel încât {\displaystyle s(a)\neq 0} și {\displaystyle p(x)=(x-a)^{k}s(x)}. Dacă {\displaystyle k=1}, atunci a este numită rădăcină simplă. Dacă {\displaystyle k\geq 2}, atunci {\displaystyle a} este numită rădăcină multiplă.
De exemplu polinomul {\displaystyle p(x)=x^{3}+2x^{2}-7x+4} are rădăcinile 1 și −4 și poate fi scris drept {\displaystyle p(x)=(x+4)(x-1)^{2}}. Aceasta înseamnă că 1 este o rădăcină cu multiplicitatea 2, iar −4 este o rădăcină simplă (cu multiplicitatea 1). Multiplicitatea unei rădăcini este numărul de apariții acestei rădăcini în descompunerea polinomului conform teoremei fundamentale a algebrei.
Dacă {\displaystyle a} este o rădăcină cu multiplicitatea {\displaystyle k} a unui polinom, atunci ea este o rădăcină cu multiplicitatea {\displaystyle k-1} a derivatei sale, cu excepția cazului în care caracteristica corpului este un divizor al lui k, caz în care {\displaystyle a} este o rădăcină cu multiplicitatea cel puțin {\displaystyle k} a derivatei.
Discriminantul⁠(d) unui polinom este zero dacă și numai dacă polinomul are cel puțin o rădăcină multiplă.

### Comportarea unei funcții polinomiale lângă o rădăcină multiplă

Graficul lui x^{3} + 2x^{2} − 7x + 4 cu o rădăcină simplă (multiplicitate 1) la x = −4 și o rădăcină cu multiplicitatea 2 la x = 1. Graficul traversează axa x la rădăcina simplă și este tangent la axa x la rădăcina multiplă, unde nu traversează axa deoarece multiplicitatea este pară

Graficul unei funcții polinomiale f atinge axa x la rădăcinile reale ale polinomului. Graficul este tangent la acestă axă la rădăcinile multiple ale lui f și nu este tangent la rădăcinile simple. Graficul traversează axa x la rădăcinile cu multiplicitate impară și nu o traversează la rădăcinile cu multiplicitate pară.
O funcție polinomială diferită de zero este nenegativă peste tot dacă și numai dacă toate rădăcinile sale au multiplicitate pară și există un {\displaystyle x_{0}} astfel încât {\displaystyle f(x_{0})>0}.

## Intersectări multiple
În geometria algebrică intersecția a două subvarietăți ale unei varietăți algebrice⁠(d) este o reuniune finită a unor varietăți ireductibile. Fiecărei componente a unei astfel de intersecții îi este atașată o multiplicitate a intersecției. Această noțiune este o proprietate locală în sensul că poate fi definită analizând ceea ce se întâmplă într-o vecinătate a oricărui punct generic al acestei componente. Rezultă că, fără a pierde din generalitate, pentru a defini multiplicitatea intersecției se putem lua în considerare intersecția a două varietăți afine⁠(d) (subvarietăți ale unui spațiu afin).
Astfel, având în vedere două varietăți afine V1 și V2, se consideră o componentă ireductibilă, W, a intersecției din V1 și V2. Fie d dimensiunea lui W și fie P un punct generic oarecare al lui W. Intersecția lui W cu d hiperplanele în poziția generală care trece prin P are o componentă ireductibilă care se reduce la punctul unic, P. Prin urmare, inelul local⁠(d) al acestei componente a inelului de coordonate al intersecției are doar un ideal prim și, prin urmare, este un inel artinian. Astfel, acest inel este un spațiu vectorial finit dimensional peste corpul de bază. Dimensiunea sa este multiplicitatea intersecției lui V1 și V2 în W.
Această definiție permite să se enunțe cu precizie teorema lui Bézout și generalizările acesteia.
Această definiție generalizează multiplicitatea unei rădăcini a unui polinom în felul următor. Rădăcinile unui polinom f sunt puncte de pe dreapta afină, care sunt componentele mulțimii algebrice definite de polinom. Inelul de coordonate al acestei mulțimi afine este {\displaystyle R=K[X]/\langle f\rangle ,} unde K este un corp algebric închis conținând coeficienții lui f. dacă {\displaystyle f(X)=\prod _{i=1}^{k}(X-\alpha _{i})^{m_{i}}} este descompunerea (factorizarea) lui f, atunci inelul local al R la idealul prim {\displaystyle \langle X-\alpha _{i}\rangle } este {\displaystyle K[X]/\langle (X-\alpha )^{m_{i}}\rangle .} Acesta este un spațiu vectorial peste K, care are multiplicitatea {\displaystyle m_{i}} a rădăcinii ca dimensiune.
Această definiție a multiplicității intersecției, care se datorează în esență lui Jean-Pierre Serre care a formulat-o în cartea sa „Algebra locală”, funcționează numai pentru componentele teoretice ale mulțimii (numite și componentele izolate) ale intersecției, nu pentru cele încorporate. Au fost dezvoltate teorii pentru tratarea cazului încorporat.

## În analiza complexă
Fie z0 o rădăcină a funcției olomorfe f, și fie n cel mai mare întreg pozitiv pentru care valoarea derivatei de ordinul n a lui f în z0 diferă de zero. Atunci seria de puteri a lui f în z0 începe cu al n-lea termen și se spune că f a avea o rădăcină cu multiplicitatea (sau „de ordinul”) n. Dacă n = 1, rădăcina se numește rădăcină simplă.
Multiplicitatea zerourilor și polilor unei funcții meromorfe se poate defini și astfel: dacă avem o funcție meromorfă {\textstyle f={\frac {g}{h}},}, se iau dezvoltările în serie Taylor ale lui g și h într-un punct z0 și se găsește primul termen diferit de zero din fiecare (notând al câtelea termen este cu m, respectiv n). Dacă m = n, atunci punctul are o valoare diferită de zero. Dacă {\displaystyle m>n,} atunci punctul este un zero cu multiplicitatea {\displaystyle m-n.} Dacă {\displaystyle m<n}, atunci punctul are un pol cu multiplicitatea {\displaystyle n-m.}